# Janus Pannonius
Janus Pannonius (łac. Janus Pannonius, węg. János Csezmicei, chorw. Ivan Česmički, ur. 29 sierpnia 1434 w miejscowości Csezmice, dziś chorw. Čazma, zm. 27 marca 1472 w Medvevárze, dziś chorw. Medvedgrad) – węgierski (węgiersko-chorwacki) humanista, neołaciński poeta okresu wczesnego Odrodzenia, a także urzędnik, dyplomata i biskup miasta Pecz. Uważany jest za pierwszego węgierskiego poetę. Tworzył po łacinie.

## Życiorys
Był siostrzeńcem biskupa humanisty Jánosa Vitéza, który wysłał go na studia do Ferrary. Tam trafił do szkoły Guarina z Werony. Później studiował także w Padwie, gdzie zetknął się z myślą włoskiego renesansu. Oddziaływały na niego m.in. neoplatoniczne poglądy Marsilia Ficina z Florencji. Zawarł znajomości z najwybitniejszymi włoskimi humanistami. Po powrocie na Węgry kontynuował karierę duchowną, zyskiwał równocześnie uznanie na dworze króla Macieja Korwina, protektora twórców i uczonych. Przez jakiś czas pracował jako kanclerz królowej Beatrycze, w 1471 r. jednak wraz z Vitézem zorganizował spisek przeciwko królowi (spiskowców niepokoiła zwłaszcza agresywna polityka zagraniczna ambitnego władcy). Intryga nie powiodła się, Pannonius postanowił zatem zbiec do Włoch; zmarł jednak w drodze, w chorwackiej twierdzy Medvevár (dzis. Medvedgrad).

## Twórczość
Janus Pannonius pozostawił po sobie bogaty łacińskojęzyczny dorobek poetycki, który podzielić można na epigramaty, panegiryki i elegie. Te pierwsze, czasem okolicznościowe, często dowcipne, nierzadko sprośne, pisał głównie w młodości; podejmował w nich przede wszystkim tematykę studenckiego życia, w tym swoich bogatych doświadczeń z kobietami (np. Do Sylwii, Do Laelii i in.). W epigramacie pt. Pochwała Panonii przedstawił się jako poeta z peryferyjnych Węgier, któremu udało się osiągnąć uznanie w samym Rzymie. Spośród panegiryków wymienić można np. Pieśń pochwalną na cześć mistrza Guarina (ferraryjskiego nauczyciela Pannoniusa). Elegie powstawały głównie w okresie późniejszym; w stylizowanym na list utworze Janusz w chorobie do Błażeja na wojnie skontrastowane są los zmożonego chorobą podmiotu lirycznego i wyidealizowany żywot żołnierski. Inną elegią Pannoniusa jest Na odjezdnym z Waradu świętych królów żegnając.
Tomy Janusa Pannoniusa ukazywały się już od XVI wieku, zarówno na Węgrzech, jak i za granicą. Poeta ceniony był m.in. przez Erazma z Rotterdamu i Giosuè Carducciego. Pierwszy większy zbiór jego utworów wydał Sámuel Teleky w 1784 r. Od końca XVIII wieku tłumaczono go na węgierski.